# Mark Waschke
Mark Waschke, né le 10 mars 1972 à Wattenscheid, est un acteur allemand.

## Filmographie

### Cinéma
- 2007 : Nachmittag de Angela Schanelec
- 2009 : Ob ihr wollt oder nicht de Ben Verbong
- 2010 : Sous toi, la ville (Unter dir die Stadt) de Christoph Hochhäusler
- 2010 : Habermann de Juraj Herz
- 2010 : L'Homme qui sautait par-dessus les voitures (Der Mann der über Autos sprang) de Nick Baker-Monteys
- 2011 : Der Brand de Brigitte Maria Bertele
- 2011 : Fenêtre sur l'été (Fenster zum Sommer) de Hendrik Handloegten
- 2011 : Playoff d'Eran Riklis
- 2012 : Barbara de Christian Petzold
- 2012 : Anleitung zum Unglücklichsein de Sherry Hormann
- 2012 : Schilf de Claudia Lehmann
- 2013 : & Me de Norbert ter Hall
- 2014 : Pour ton anniversaire (Zum Geburtstag) de Denis Dercourt
- 2021 : Der menschliche Faktor (titre international : Human Factors) de Ronny Trocker :

### Télévision
- 2007 : Schattenkinder de Claudia Prietzel
- 2007 : Ein spätes Mädchen de Hendrik Handloegten
- 2007 : Der blinde Fleck de Tom Zenker
- 2007 : Mitte 30 de Stefan Krohmer
- 2008: Die Lüge de Judith Kennel
- 2008: Les Buddenbrook, le Déclin d'une famille (Buddenbrooks) d'Heinrich Breloer
- 2009: Entführt de Matti Geschonneck
- 2009: Tatort : "Höllenfahrt" de Tim Trageser
- 2010: Kommissarin Lucas: Spurlos de Thomas Berger
- 2010: Wiedersehen mit einem Fremden de Niki Stein
- 2010: Le Train de 8h28 (8 Uhr 28) de Christian Alvart
- 2010: Solange du schliefst de Nicole Weegmann
- 2010: Kommissar Stolberg –  Ehebruch de Filippos Tsitos
- 2010: Tatort : "Familienbande" de Thomas Jauch
- 2011: Freilaufende Männer de Matthias Tiefenbacher
- 2011: Und dennoch lieben wir de Matthias Tiefenbacher
- 2012: Mord in Ludwigslust de Kai Wessel
- 2012: Tatort – "Tote Erde" de Thomas Freundner
- 2012: Sechzehneichen de Hendrik Handloegten
- 2013 : Tatort : "Willkommen in Hamburg" de Christian Alvart
- 2013 : Generation War (Unsere Mütter, unsere Väter) de Philipp Kadelbach
- 2017-2020 : Dark : Hanno Tauber "Noé"
- 2019 : 8 Jours